# Argyroeides placida
Argyroeides placida är en fjärilsart som beskrevs av Druce 1897. Argyroeides placida ingår i släktet Argyroeides och familjen björnspinnare. Inga underarter finns listade i Catalogue of Life.